# Tachi-ai

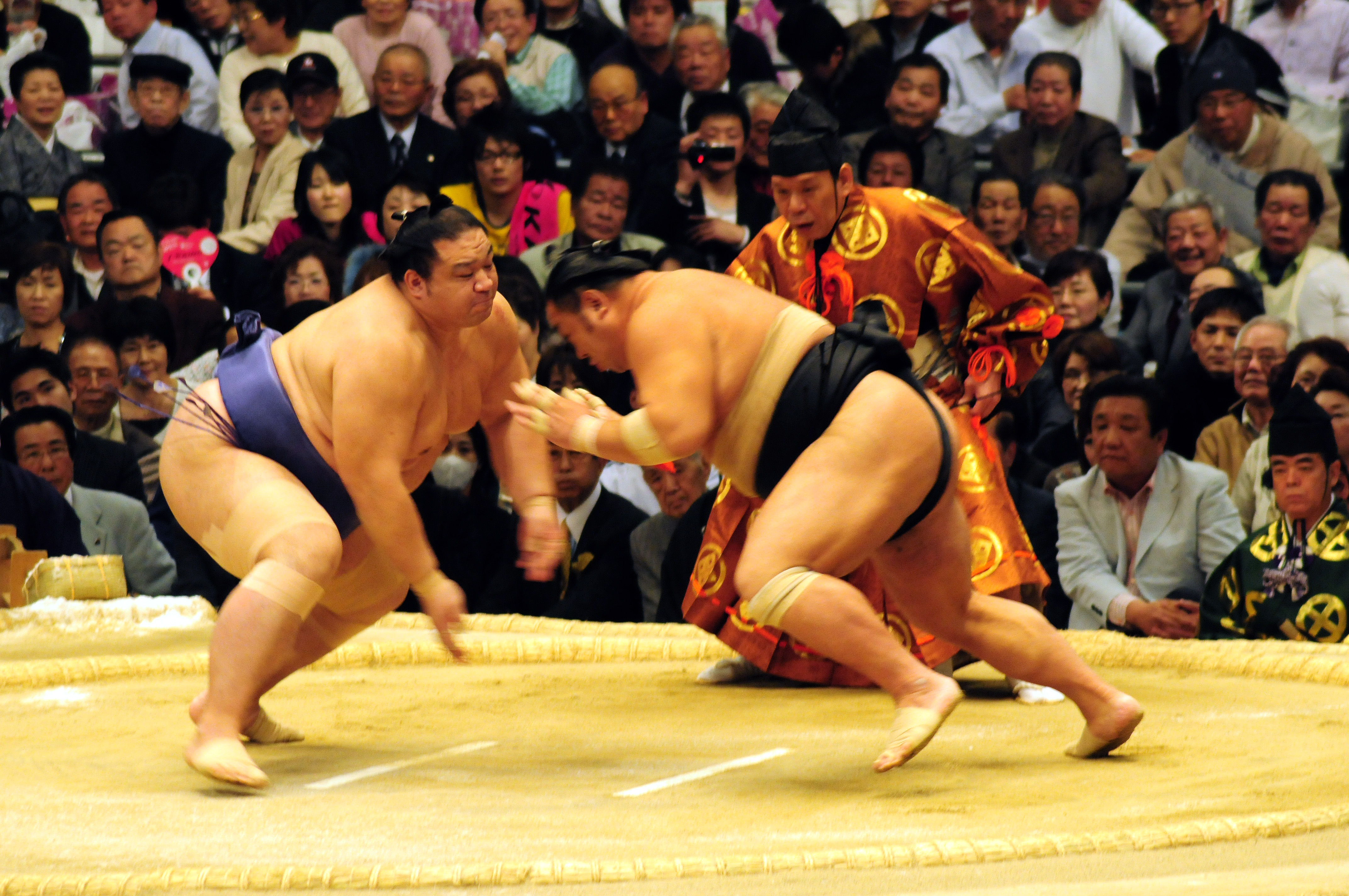
Kaiō y Chiyotaikai embistiéndose mutuamente durante el tachi-ai (marzo de 2009)

En el sumo profesional, el tachi-ai (立合い) es la embestida inicial entre los dos rikishi (luchadores) al comienzo de un combate. Esta es una combinación de dos palabras japonesas las cuales significan "pararse" y "encontrarse".
A diferencia de otros deportes, en el sumo, los combates no son iniciados por el gyōji (árbitro), si no por los mismos luchadores una vez que estos han sincronizado sus movimientos y respiración. Por lo general, el preludio al tachi-ai empieza cuando el yobidashi (asistente de ring) llama a los rikishi para que estos entren al dohyō. Una vez dentro, los luchadores empiezan realizando su shikiri (preparación) lo cual consiste en hacer varias agachadas y pisotones para calentar las piernas, arrojar sal de purificación en el dohyō y mirarse cara a cara fijamente. Cuando el tiempo de preparación esta a punto de agotarse, el gyōji se colocará de lado indicándole a los luchadores que el tiempo de combatir se acerca. Luego, tras haber terminado la preparación, los luchadores se agacharán detrás de las shikiri-sen (líneas de salida) balanceando sus pies para ganar estabilidad y manteniendo sus torsos arriba. En este momento, uno de los shimpan (jueces) le indicará al gyōji que el tiempo se ha agotado y que el combate es inminente, este último procede a colocarse de frente mirando hacia el centro del dohyō con su gunbai recostado. Manteniendo contacto visual, los luchadores colocan ambas manos en el ring para luego embestirse entre sí, dando comienzo al combate.
Existen límites de tiempo para la realización del tachi-ai y la preparación previa. En la división más alta del sumo profesional, el makuuchi, los luchadores reciben un máximo de cuatro minutos antes de comenzar el combate, los del jūryō reciben tres minutos, mientras que los del makushita y más abajo reciben solo dos minutos. El tiempo es controlado por uno de los cinco shimpan al rededor del ring utilizando un cronómetro.
Si uno de los luchadores no se ha sincronizado correctamente y empieza el tachi-ai antes de tiempo, cualquiera de los dos podrá levantar la mano para hacer una señal de espera. El gyōji, normalmente, aceptará la señal y llamará a una repetición inmediata. Si el gyōji o el panel de jueces ha determinado que uno de los luchadores no tenía ambas manos colocadas en el ring al comienzo del tachi-ai, estos detendrán el enfrentamiento y llamarán a una repetición del combate.
Hay varias tácticas que los luchadores utilizan al momento de realizar el tachi-ai, con el objetivo de ganar una ventaja decisiva durante el combate:
Embestir con la cabeza
Usualmente para intentar utilizar el peso y la inercia con el objetivo de forzar al oponente hacia atrás y fuera del ring. Esta táctica de embestir con la cabeza en una posición baja puede provocar que un luchador mas ágil lo esquive con facilidad, resultando en la caída del atacante.
Tratar de levantar al oponente hacia una posición vertical
Provoca que el oponente sea mas vulnerable a ser empujado hacia atrás y al borde del ring, además de a ciertos derribos y haladas.
Embestir el pecho del oponente
Igualmente provoca que el oponente sea empujado hacia atrás al borde del ring, o que pierda el suficiente balance para ejecutar un derribo con agarre de cinto o una halada. Una embestida poderosa también puede provocar que el oponente caiga directamente al ring.
Manotear la cara del oponente
Impactar al oponente para que baje su guardia y así ganar una posición mas ventajosa. En ciertos casos, un manotazo ha sido suficiente como para aturdir al oponente y hacer que caiga sobre sus rodillas.
Aferrarse al mawashi del oponente
Usar el cinto del oponente para ganar estabilidad y forzarlo hacia atrás, o para realizar un derribo con agarre de cinto.
Reaccionar al movimiento del oponente
Incluye esquivar la embestida del oponente (conocido como henka), o esquivar un manotazo para así aprovechar la pérdida de balance y ganar una posición mas ventajosa.
Saltar por encima del oponente
Utilizado por los famosos rikishi Hayateumi y Mainoumi, y lo cual consiste en saltar por encima de la embestida del oponente con la esperanza de que este se salga del ring.
Sorprender al oponente
Incluye varias tácticas como por ejemplo, aplaudir en frente de la cara del oponente (nekodamashi), o usar el pestañeo momentáneo para escabullirse por debajo y aferrarse al mawashi o para hacer tropezar al oponente e intentar derribarlo. Véase henka.
Las reglas dictan que, obligatoriamente, ambos luchadores deben colocar sus dos manos en el ring antes del tachi-ai. Para los años 70 y principios de los 80, la regla ha venido siendo ignorada, con algunos luchadores empezando su embestida desde una posición casi vertical. Desde entonces la Asociación Japonesa de Sumo, a partir de 1984, volvió a establecer la regla de ambas manos sobre el ring, sin embargo esto también ha generado preocupaciones debido a que, como los luchadores son más propensos a embestir con la cabeza, esto puede conllevar a contusiones o daño cerebral.